# مقتل فلة المسالمة
فلة رسمي عبد العزيز المسالمة وهي طفلة فلسطينية مصابه بمرض طيف التوحد ولدت في 13 نوفمبر عام 2007 وقتلت في 12 نوفمبر عام 2022 برصاصة في الرأس على يد قوات الاحتلال الإسرائيلي خلال اقتحامهم بلدة بيتونيا بمحافظة رام الله

## الدفن
وصل جثمان المسالمة إلى مستشفى دورا الحكومي ببلدة دورا، جنوب الخليل. وقبيل ظهر يوم 13 نوفمبر عام 2022، انطلق موكب التشييع بمسيرة سيارات من أمام المستشفى في دورا، ونقل الجثمان الذي لف بعلم فلسطين، بواسطة مركبة إسعاف، وصولاً لمنزل عائلتها ومسقط رأسها في بلدة بيت عوا، والتي ألقت نظرة الوداع عليها، وبعدها نقل جثمانها إلى ساحة مدرسة ذكور بيت عوا الثانوية للصلاة على جثمانها.
وبعد الصلاة على جثمانها حمل على الأكتاف، ثم انطلقت مسيرة بمشاركة نحو 5 آلاف فلسطيني، جابت شوارع بيت عوا على وقع الهتافات الوطنية والمنددة بجرائم الاحتلال، ورفع المشاركون علم فلسطين ورايات الفصائل الوطنية، وصولاً إلى مقبرة الشهداء في بيت عوا، حيث ووري جثمانها في الثرى، علمًا أنها تقيم مع والدتها وأشقائها بمدينة رام الله.

## التحقيق
طالب الاتحاد الأوروبي في بيان صحافي، بضرورة إجراء تحقيق فوري بمقتل المسالمة وأشار إلى أنه في كثير من الحالات تستخدم القوات الاحتلال الإسرائيلي في الضفة الغربية القوة المميتة استخداماً مفرطاً، مؤكداً على ضرورة أن تضمن إسرائيل، حقوق الأطفال، بما في ذلك ضمان حمايتهم، ورعايتهم، وكرامتهم، والحق في الحياة.
طالبت منظمة لأمم المتحدة، مساء الإثنين 12 نوفمبر 2022، بإجراء «تحقيق فوري وشامل» في مقتل الفتاة الفلسطينية بنيران جيش الاحتلال الإسرائيلي، وسط الضفة الغربية المحتلة.جاء ذلك في تغريدة لمنسق الأمم المتحدة الخاص لعملية السلام في الشرق الأوسط، تور وينسلاند، عبر حسابه على «تويتر». وقال وينسلاند: «شعرت بالفزع لمقتل الفتاة الفلسطينية فلة المسالمة (15 عاما)، على يد قوات الأمن الإسرائيلي قرب رام الله».
رحبت قيادة حركة حماس بطلب الامم المتحدة في تصريح لها وقالت